# コミックハウス
株式会社コミックハウスは、日本の編集プロダクション。漫画を中心とした雑誌・単行本、ドラマCD等の企画・編集・デザイン業務を出版社から請け負っている。成人向け漫画雑誌を主に編集していた。
かつて代表取締役を務めていた宮本正生（2009年2月退任）は辰巳出版の出身。

## 概要
1980年代、久保書店『レモンピープル』が先鞭を付けた美少女漫画雑誌は、後続誌を次々と生むものの、まだマニア的イメージが強く、書店売りが中心だった。
コンビニエンスストアに置かれる成人向け漫画雑誌と言えばエロ劇画誌だった時代に、辰巳出版から独立した宮本が作家の要請により、ロリコンやマニア向けに偏らない「美少女コミック」の企画を提案。同時に編集プロダクション有限会社コミックハウスを創立。講談社に出向編集員を送り込むなど精力的に出版業界での活動をする中、1986年に辰巳出版より『COMICペンギンクラブ』を創刊した。青年漫画誌のような垢抜けた誌面作りを目指した同誌は評判を得て、成人向け漫画雑誌の状況を大きく変えた。
先発の成人向け漫画雑誌は、B5判平綴じの『レモンピープル』や、A5判の『漫画ブリッコ』（白夜書房）などがあったが、多くの後続誌も踏襲する形で書店販売を中心としていた。しかし、新たに創刊された『COMICペンギンクラブ』はB5判中綴じという仕様で、大手出版社が発刊する青年漫画誌のような体裁だったため、マニア向けではないライト層読者への訴求力もあり、コンビニ販売で発行部数を伸ばしていった。
この実績から『COMICキャンディータイム』（富士美出版）、『COMICパピポ』（フランス書院）、『コミック花いちもんめ』（メディアックス）、『MANGA絶対満足』（笠倉出版社）など、次々と編集業務を委託され、一時は増刊も含めて10誌近く請け負っていた。同時期に成人向け漫画雑誌を編集していた編集プロダクション「漫画屋」（代表・塩山芳明）など、泥臭い誌面作でマニア層から一定の支持を受ける一方、コミックハウスが担当した雑誌群の編集方針は大手出版社のヤング誌のイメージに近く、ヤング誌でのアシスタント経験がある漫画家も多かった。そのため、成人向けでもアニメ的ですっきりした絵柄の読みやすい漫画を描く作家を多く抱え、メジャー感を備えており、「美少女コミックの編集がコミックハウスなら大丈夫」という安心感を与えていた。
しかし反面、美少女コミックだけではなく、たびたび一般向け漫画雑誌へのチャレンジをおこなっているが、長期発刊はあまりなく短期で休刊している。当時、講談社への派遣組はコミックハウスの美少女漫画雑誌編集を経由することなく直接講談社に派遣されていたため、派遣している出向編集員とコミックハウス内部の編集員に交流がなかった。一般漫画雑誌のノウハウがなかった編集部は、美少女漫画雑誌と同じように雑誌編集をしたため、長期継続が難しかったと考えられる。編集を担当した一般向け漫画雑誌は『COMICジャスティス』 (ライダーコミック増刊/富士美出版)、『COMICショーグン』（COMICパピポ増刊/フランス書院）、『COMICカイザー（COMICカイザーペンギン）』 (ペンギンクラブ山賊版増刊/辰巳出版)、『ヤングペンギン』 (ペンギンクラブ山賊版増刊/辰巳出版)などがある。
1990年代以降、他社も同様のノウハウを獲得。1994年に創刊された『カラフルBee』（ビブロス）や、『COMIC快楽天』（ワニマガジン社）などは、誌面の洗練度でコミックハウスの水準に追いつき、凌駕するセンスを持っていた。さらに、同業他社（コアマガジンや晋遊舎など）へ多数の編集者が次々と移籍したことも重なり、次第にコミックハウスの優位は失われていく。また、『COMICペンギンクラブ』の形式が美少女漫画誌の定型フォーマットとなり誌面が安定していることで、一般向けの漫画誌への作家流出など頻繁に起きるようになっていた。2000年代後半に入ると『COMICペンギンクラブ』の委託編集を終了、子会社化した茜新社での自社出版が中心となっていく。『COMICペンギンクラブ』から移籍した執筆陣が連載していた『COMIC SIGMA』、『COMIC天魔』『COMIC LO』などを自社編集していた。
2008年4月25日には、同社初の少年雑誌であるウェブコミック『少年ソリッド』のプレ創刊号を配信した。創刊号の配信は同年6月27日で、以後、偶数月の最終金曜日に配信し、2009年7月号から毎月配信していたが、2013年1月号で新規配信を終了、休刊している。
2023年現在は、DMM.com、講談社、秋田書店などの外注請負の他、茜新社から刊行している『COMIC LO』など、いわゆるマニア向けのロリコン成人向け漫画雑誌の刊行が中心となり、成人向け漫画雑誌の編集業務はかなり縮小されている。

## 直営書店
直営のコミック専門店として、水道橋駅の近くに「コミックハウス1号店」（1991年開店）、「コミックハウス2号店」を経営していた。
その後、成人向けコミック・雑誌は直営の「ダンジョンブックス」（秋葉原：2008年12月20日開店）に集約し、一般向けコミック専門店の「ジョイブックス」として2010年4月28日にリニューアルオープンしたが、前者は2011年3月18日、後者は2011年4月15日に閉店した。